# Tillandsia pallidoflavens
Espèce
Classification phylogénétique
Tillandsia pallidoflavens Mez est une espèce de plantes à fleurs de la famille des Bromeliaceae.
L'épithète pallidoflavens, signifiant « tirant sur le jaune-blond pâle », se rapporte au coloris floral.

## Protologue et Type nomenclatural
Tillandsia pallidoflavens Mez, in Repert. Spec. Nov. Regni Veg. 3: 36 (1906)
Diagnose originale :
« Foliis dense utriculatim rosulatis. minutissime pallideque lepidoto-punctulatis; scapo erecto, vaginis subfoliaceis inferioribus internodia longe superioribus paullo superantibus praedito; inflorescentia erecta, ample tripinnatim panniculata[sic], subglabra; spicis breviter stipitatis, optime pinnatis, usque ad 12-floris; bracteis primariis omnibus quam ramuli axillares multo brevioribus; bracteis florigeris cum sepalis dense sed perappresse lepidotis, laevibus, subreflexis, +/- 4 mm longis; sepalis bracteas multo superantibus, liberis, asymmetricis; petalis pallide flavis, stamina optime superantibus; stylo brevi. »
Type : leg. A. Weberbauer, n° 3298, 1903-07-05 ; "Peruvia, prov. Huari, dept. Ancachs: in valle Puccha super Masin, alt. 2600-2700 m" ; Holotypus B (Herb. Berol.).

## Synonymie

### Synonymie nomenclaturale
- Racinaea pallidoflavens (Mez) M.A.Spencer & L.B.Sm.

### Synonymie taxonomique
(aucune)

## Écologie et habitat
- Biotype : plante herbacée, en rosette, monocarpique vivace par ses rejets latéraux ; épiphyte[1],[2].
- Habitat : forêts et buissons[2].
- Altitude : 1700-2500 m[2].

## Distribution
- Amérique du sud :
  -  Équateur
    - Sud de l'Equateur [2]

  -  Pérou
    - Ancash[1]
    - Nord et centre du Pérou[2]